# Isabel Macedo
Vous pouvez aider à l'améliorer ou bien discuter des problèmes sur sa page de discussion.
- Il ne cite pas suffisamment ses sources. Vous pouvez indiquer les passages à sourcer avec {{référence nécessaire}} ou {{Référence souhaitée}}, et inclure les références utiles en les liant aux notes de bas de page. (Marqué depuis avril 2024)
- Certaines informations devraient être mieux reliées aux sources mentionnées dans la bibliographie ou les liens externes. Améliorez sa vérifiabilité en les associant par des références. (Marqué depuis avril 2024)

- Archive Wikiwix
- Bing
- Cairn
- DuckDuckGo
- E. Universalis
- Gallica
- Google
- G. Books
- G. News
- G. Scholar
- Persée
- Qwant
- (zh) Baidu
- (ru) Yandex
- (wd) trouver des œuvres sur Wikidata

Isabel Macedo est une actrice argentine née le 2 août 1975 à Buenos Aires. Elle est connue en France pour son rôle de Delfina Santillan dans Floricienta. Elle a également joué dans d'autres séries telles que Botineras ou encore Alma pirata et bien d'autres encore.

## Vie privée
Elle a été mariée 10 ans à l'acteur Facundo Arana. Leur idylle s'est terminée en 2006.
En 2015, elle rencontre le Gouverneur de Salta, Juan Manuel Urtubey à un dîner d’amis communs.
Ils se marient le 24 septembre 2016.
Isabel annonce être enceinte de son premier enfant en novembre 2017.
Elle donne naissance à leur fille Isabelita en mai 2018. Le 4 juin 2022, elle donne naissance à sa deuxième fille Julia.